# Polinomis d'Appell generalitzats
En matemàtiques, una successió polinòmica {\displaystyle \{p_{n}(z)\}} té una representació generalitzada d'Appell si la funció generadora per a polinomis adopta una forma determinada:
{\displaystyle K(z,w)=A(w)\Psi (zg(w))=\sum _{n=0}^{\infty }p_{n}(z)w^{n}}
on la funció generadora o kernel {\displaystyle K(z,w)} es compon de les sèries 
{\displaystyle A(w)=\sum _{n=0}^{\infty }a_{n}w^{n}\quad } amb {\displaystyle a_{0}\neq 0}
i 
{\displaystyle \Psi (t)=\sum _{n=0}^{\infty }\Psi _{n}t^{n}\quad } i tot {\displaystyle \Psi _{n}\neq 0}
i
{\displaystyle g(w)=\sum _{n=1}^{\infty }g_{n}w^{n}\quad } amb {\displaystyle g_{1}\neq 0.}
Tenint en compte les qüestions anteriors, no és difícil demostrar que {\displaystyle p_{n}(z)} és un polinomi de grau {\displaystyle n}.
Els polinomis de Boas-Buck són una classe de polinomis una mica més general.

## Casos especials
- Si escollim {\displaystyle g(w)=w} dona la classe de polinomis de Brenke.
- Si escollim {\displaystyle \Psi (t)=e^{t}}dona lloc a la successió de polinomis de Sheffer, que inclouen els polinomis per diferències generals, com els polinomis de Newton.
- Si escollim la combinació de {\displaystyle g(w)=w} i {\displaystyle \Psi (t)=e^{t}} dona la successió d'Appell de polinomis.

## Representació explícita
Els polinomis d'Appell generalitzats tenen la representació explícita
{\displaystyle p_{n}(z)=\sum _{k=0}^{n}z^{k}\Psi _{k}h_{k}.}
La constant és
{\displaystyle h_{k}=\sum _{P}a_{j_{0}}g_{j_{1}}g_{j_{2}}\cdots g_{j_{k}}}
on aquesta suma s'estén per totes les composicions de {\displaystyle n} en {\displaystyle k+1} parts; és a dir, la suma s'estén sobre tots {\displaystyle \{j\}} de tal manera que
{\displaystyle j_{0}+j_{1}+\cdots +j_{k}=n.\,}
Per als polinomis d'Appell, aquesta esdevé la fórmula 
{\displaystyle p_{n}(z)=\sum _{k=0}^{n}{\frac {a_{n-k}z^{k}}{k!}}.}

## Relació de recursió
De manera equivalent, una condició necessària i suficient per a que el kernel {\displaystyle K(z,w)} es pugui escriure com {\displaystyle A(w)\Psi (zg(w))} amb {\displaystyle g_{1}=1} és que
{\displaystyle {\frac {\partial K(z,w)}{\partial w}}=c(w)K(z,w)+{\frac {zb(w)}{w}}{\frac {\partial K(z,w)}{\partial z}}}
on {\displaystyle b(w)} i {\displaystyle c(w)} té la sèrie de potències
{\displaystyle b(w)={\frac {w}{g(w)}}{\frac {d}{dw}}g(w)=1+\sum _{n=1}^{\infty }b_{n}w^{n}}
i 
{\displaystyle c(w)={\frac {1}{A(w)}}{\frac {d}{dw}}A(w)=\sum _{n=0}^{\infty }c_{n}w^{n}.}
Substituint 
{\displaystyle K(z,w)=\sum _{n=0}^{\infty }p_{n}(z)w^{n}}
dona immediatament la relació de recurrència
{\displaystyle z^{n+1}{\frac {d}{dz}}\left[{\frac {p_{n}(z)}{z^{n}}}\right]=-\sum _{k=0}^{n-1}c_{n-k-1}p_{k}(z)-z\sum _{k=1}^{n-1}b_{n-k}{\frac {d}{dz}}p_{k}(z).}
Per al cas especial dels polinomis de Brenke, s'obté {\displaystyle g(w)=w} i, per tant, tot això {\displaystyle b_{n}=0}, simplificant significativament la relació de recurrència.